# Grand Pilier d'Angle
(Walter Bonatti, Montagne di una vita)
Il Grand Pilier d'Angle (4.234 m s.l.m. - che in francese significa Grande pilastro d'angolo) è una vetta del Massiccio del Monte Bianco.

## Caratteristiche
Si trova sotto il Monte Bianco di Courmayeur e sopra il Col de Peuterey (3.934 m).

## Ascensioni

### Prima ascensione
La prima ascensione alla vetta può essere stata di James Eccles con le guide Michel Payot e Alphonse Payot quando salirono la Cresta del Peuterey il 30 e 31 luglio 1877 (essi sono per lo meno passati in prossimità della vetta salendo il couloir Eccles).
La prima ascesa del Pilier propriamente detto fu compiuta dal primo al 3 agosto 1957 da Walter Bonatti e Toni Gobbi per la parete nord-est.

### Concatenamenti
- Grand Pilier d'Angle e Pilone Centrale del Frêney - 13 marzo 1983 - Concatenamento di Eric Escoffier della Via Boivin-Vallençant sul Grand Pilier d'Angle in tre ore e della via classica sul Pilone Centrale in dieci ore.[3]
- Grand Pilier d'Angle, Pilone Centrale del Freney, Cresta dell'Innominata -  22 luglio 1984 - Concatenamento in giornata di Christophe Profit e Thierry Renault della parete nord del Grand Pilier d'Angle, delle vie Jöri Bardill e classica sul Pilone Centrale e della cresta dell'Innominata.[4]

## Vie alpinistiche

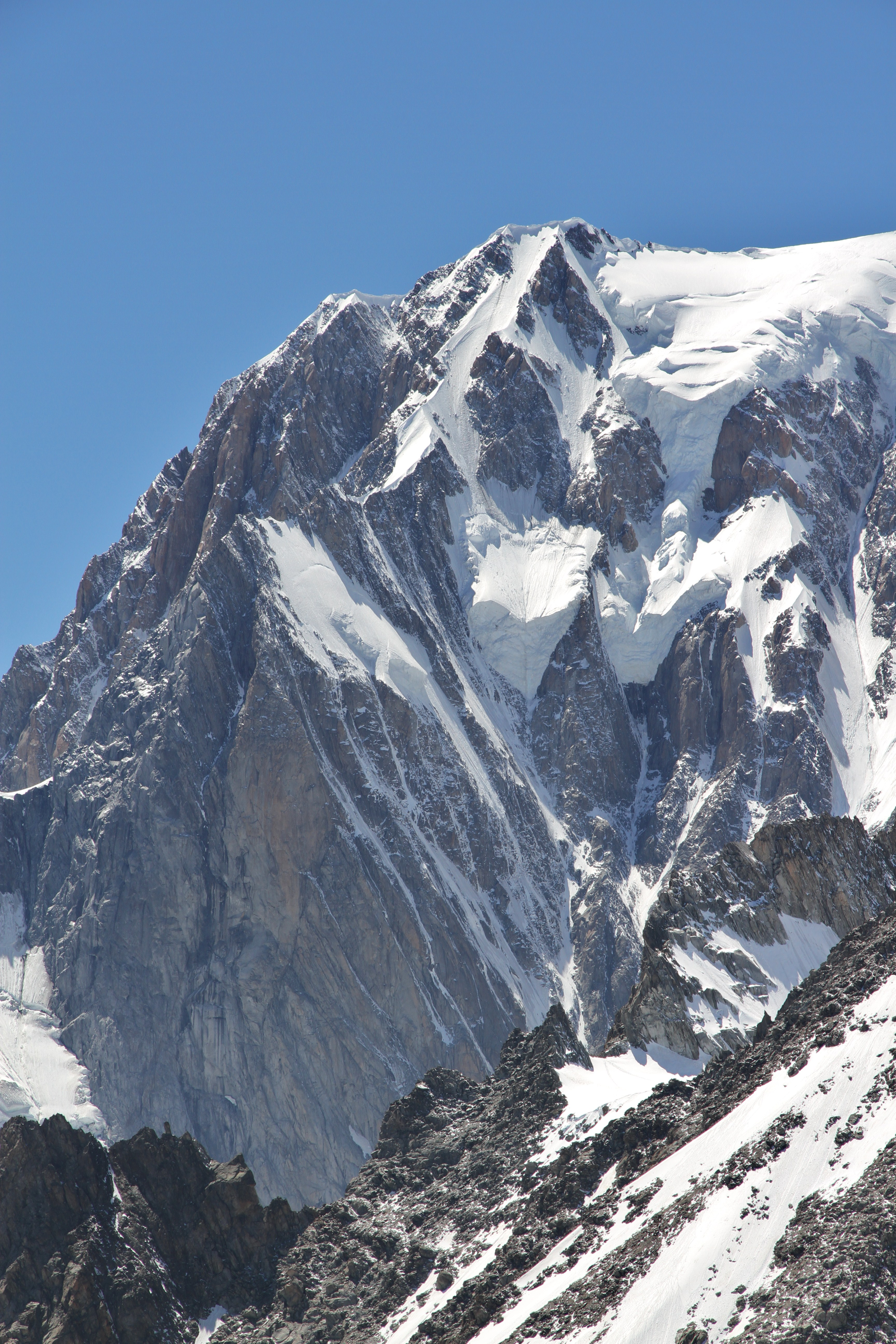
La parete est del Grand Pilier d'Angle, il grande triangolo roccioso al centro-sinistra nella foto.

### Parete nord
- Via Bonatti-Zappelli - 22-23 giugno 1962 - Prima salita di Walter Bonatti e Cosimo Zappelli.[5][6]
- Via Cecchinel-Nominé - 16-17 settembre 1971 - Prima salita di Walter Cecchinel e Georges Nominé.[7]
- Via Dufour-Fréhel - 11 agosto 1973 - Prima salita di Guy Dufour e Jean Fréhel.[8]
- Variante Boivin-Vallençant - 23 luglio 1975 - Prima salita di Jean-Marc Boivin e Patrick Vallençant (variante alla Cecchinel-Nominé, con uscita sulla Dufour-Fréhel)[9]

### Parete est
- Via Bonatti-Gobbi - 1-3 agosto 1957 - Prima salita di Walter Bonatti e Toni Gobbi.[10][11]
- Via Polacca - 15-20 luglio 1969 - Prima salita di Eugeniusz Chroback, Tadeusz Laukajtys e Andrey Mroz.[12]
- Divine Providence - 5-8 luglio 1984 - Prima salita (non in libera) di Patrick Gabarrou e François Marsigny.[13]
  - 13-14 luglio 1990 - Terza salita e in libera quasi integrale di Alain Ghersen e Thierry Renault (rimangono 3 punti di arrampicata artificiale sul tetto finale).[13]
  - 4-5 agosto 1990 - Prima solitaria di Jean-Christophe Lafaille.[14]
  - 10-14 febbraio 1993 - Prima solitaria invernale di Alain Ghersen[13]
  - 27 e 28 luglio 2002 - Prima salita in libera integrale e a-vista di Denis Burdet e Nicolas Zambetti[13]
- Via diretta Cecoslovacca - 19-22 luglio 1984 - Prima salita di Rudolf Haiducik, Jaroslav Jasko e Ondrej Pochyly.[12]

### Parete est-sud-est
- Via Bonatti-Zappelli - 11-12 ottobre 1963 - Prima salita di Walter Bonatti e Cosimo Zappelli.[12]

## Base jumping
Il 6 luglio 2011 l'alpinista e Base jumper russo Valery Rozov ha effettuato per la prima volta il salto dalla parete est del Grand Pilier d'Angle, indossando una tuta alare.

## Galleria d'immagini

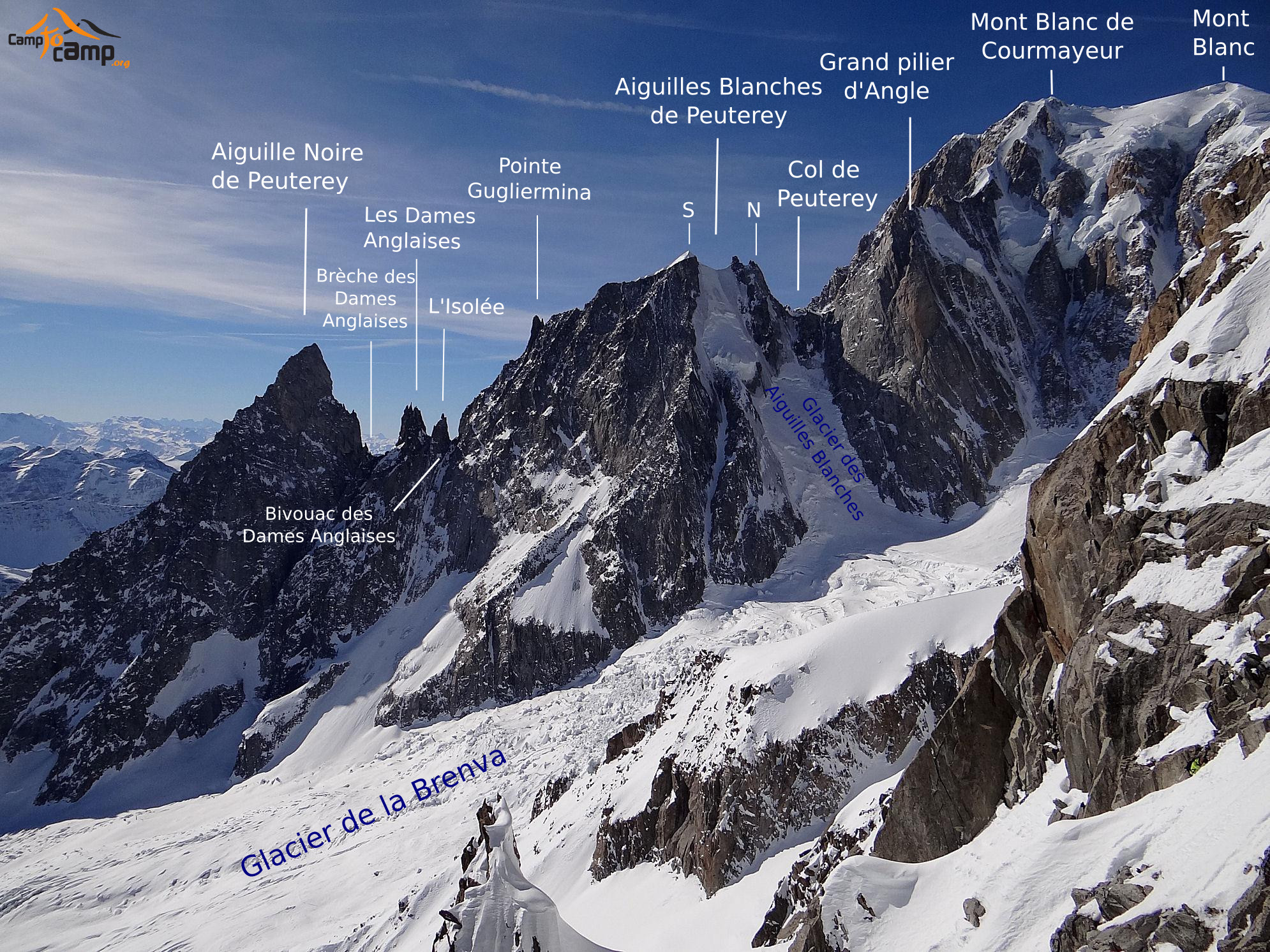
La posizione del Grand Pilier d'Angle lungo la cresta di Peuterey.
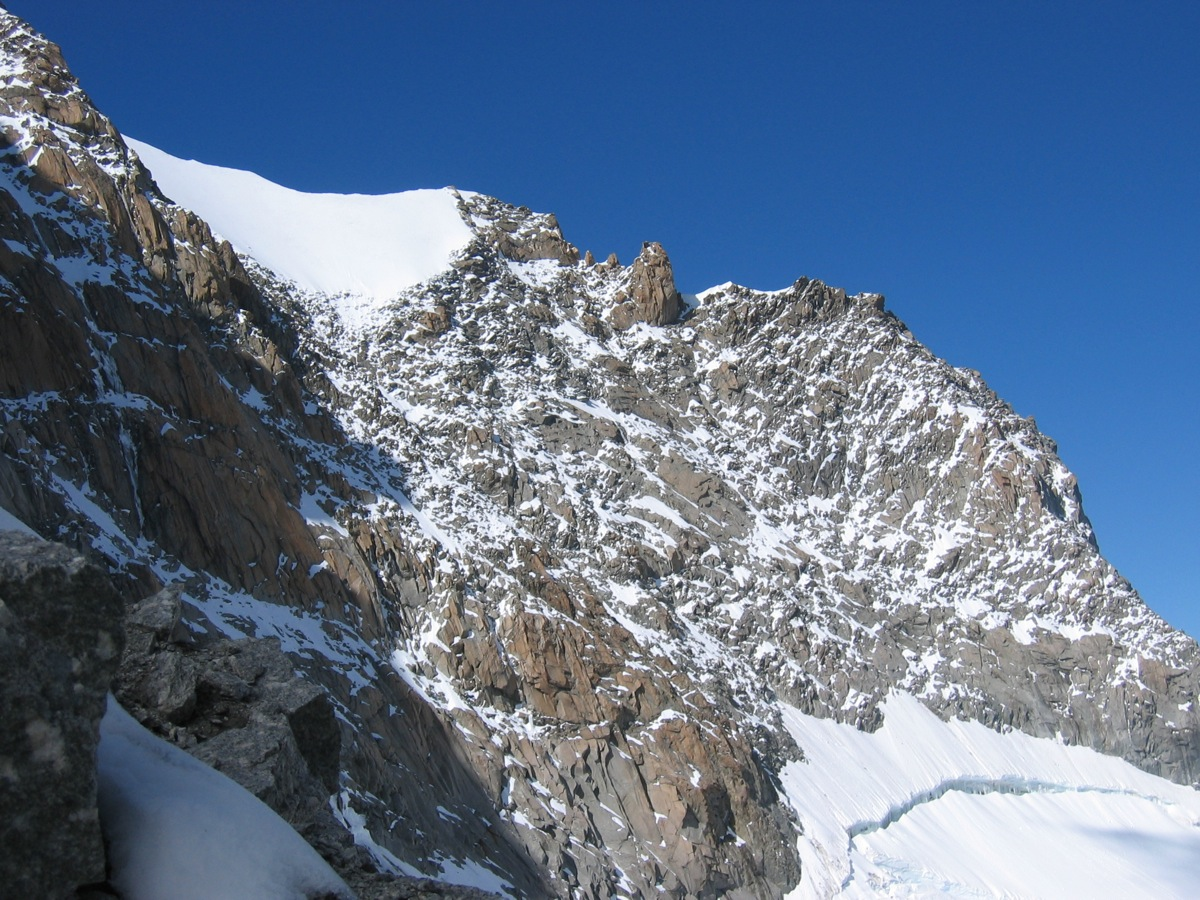
Il versante sud-est del Grand Pilier d'Angle che si affaccia sul bacino superiore del ghiacciaio del Freney.